# DKR Engineering
 (novembre 2023).
Si vous disposez d'ouvrages ou d'articles de référence ou si vous connaissez des sites web de qualité traitant du thème abordé ici, merci de compléter l'article en donnant les références utiles à sa vérifiabilité et en les liant à la section « Notes et références ».

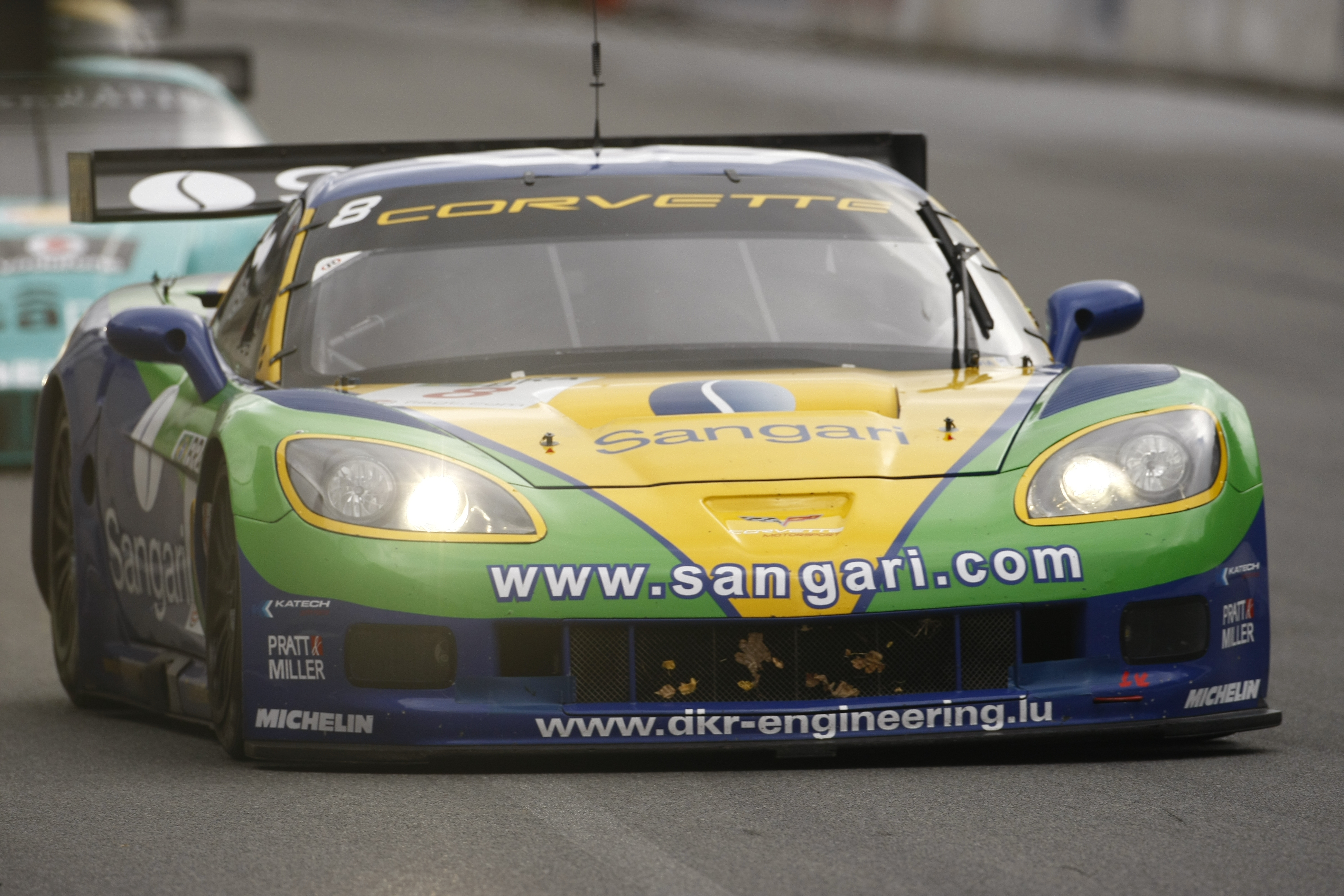
FIA GT à Zolder en 2009

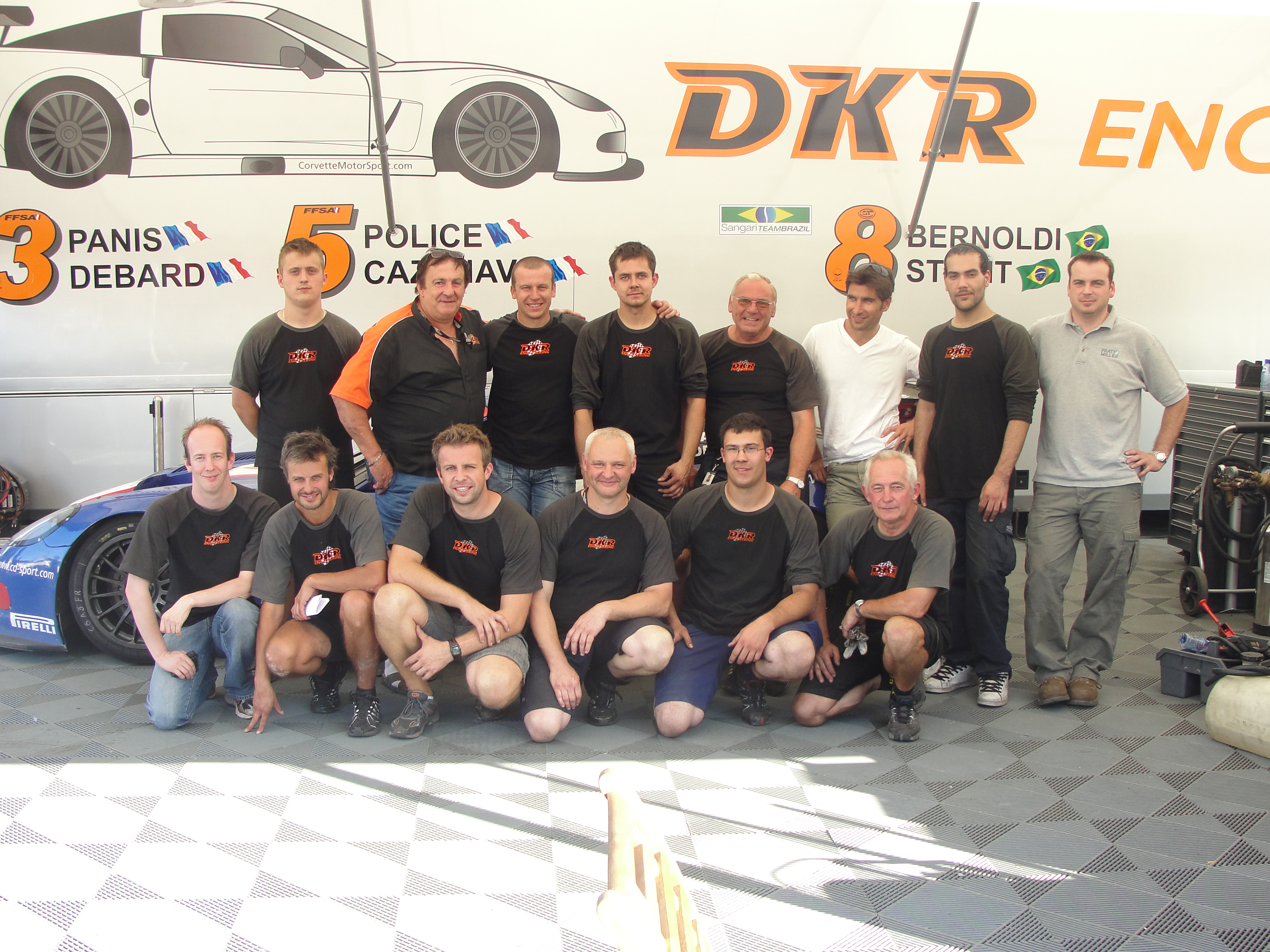
Le Team DKR

DKR Engineering est une société luxembourgeoise qui a pour activité principale le développement et la préparation de voitures de courses (GT, prototypes et formules).

## Historique
Lors des saisons 2008, 2009 et 2010, l'équipe DKR concourt en Championnat de France FFSA GT et participe à quelques courses en FIA GT et LMS.
Pour 2009, l'écurie DKR s’associe au Sangari Team Brazil pour le championnat FIA GT et court sous ses propres couleurs en championnat de France. Elle gagne le titre de Champion de France GT Team et Pilotes. En 14 courses, DKR décroche 5 victoires, 5 deuxièmes places et 8 troisièmes places. En championnat FIA GT, l'écurie n'a disputé que quatre manches et obtenu deux pole positions, une victoire et une troisième place.
En 2010, DKR Engineering s'associe à Selleslagh Racing Team, un autre pilote de Corvette, pour former une équipe de deux voitures sous la bannière Mad-Croc Racing dans le championnat du monde FIA GT1.
L'équipe commence l'année 2017 avec un prototype LMP3. Ce projet est couronné de succès avec quatre titres de champion consécutifs en Michelin Le Mans Cup 2017, 2018, 2019, 2020 et un titre en 2021 en ELMS.
À la suite du succès en ELMS 2021, DKR Engineering reçoit une invitation aux 24 heures du Mans 2022. Ils terminent sur le podium pour cette première participation.

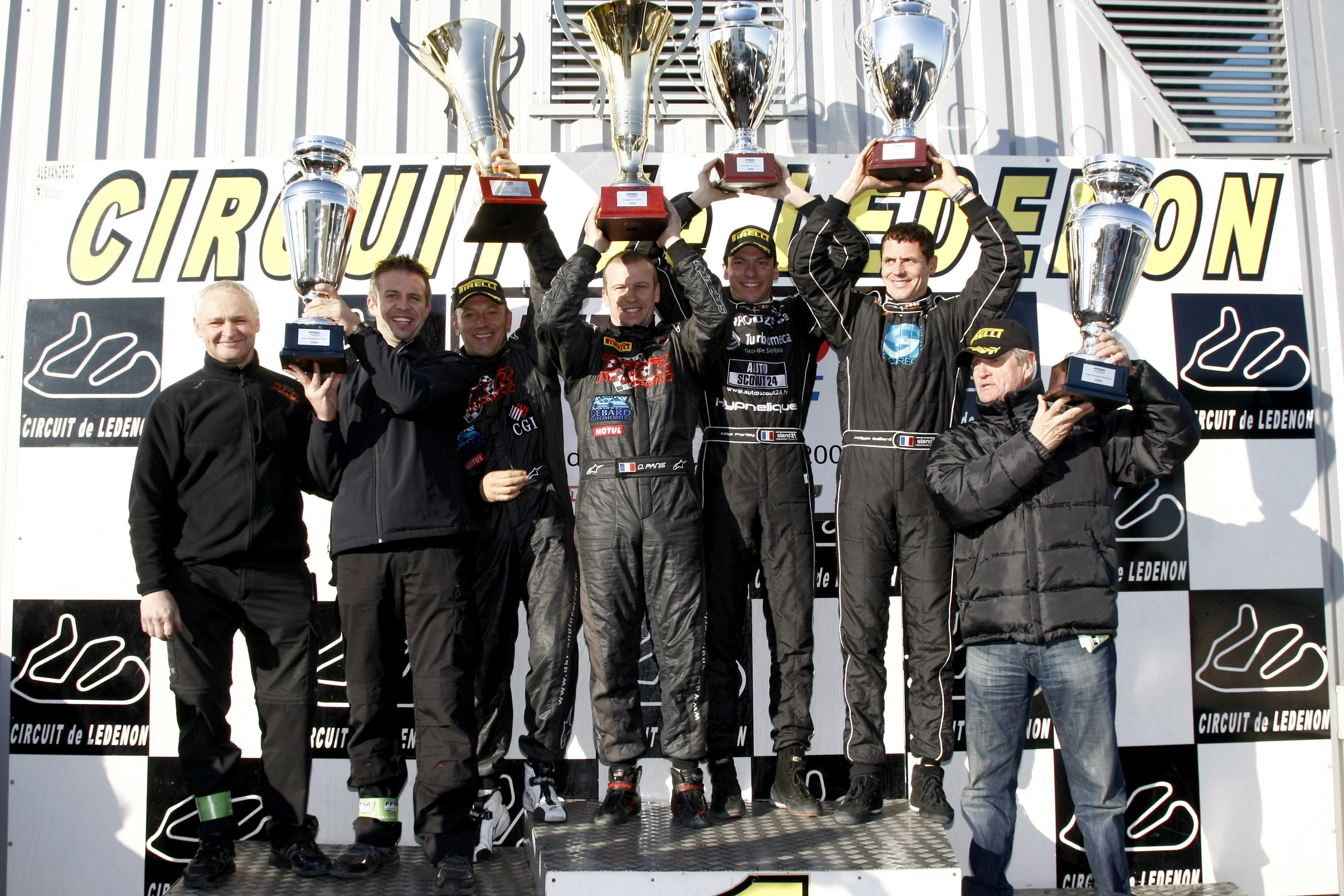
Team Champion de France de GT en 2009
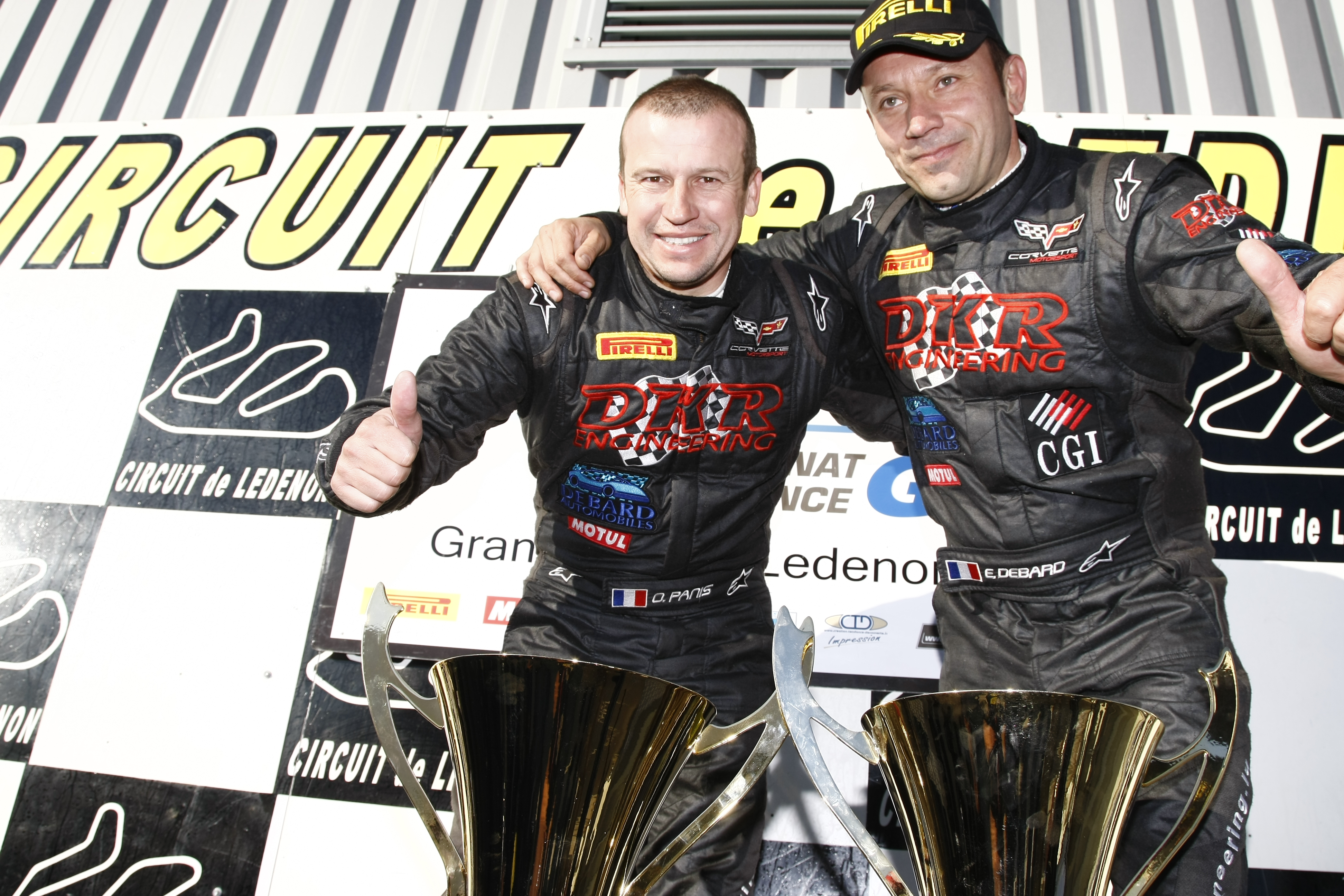
Champions de France GT en 2009
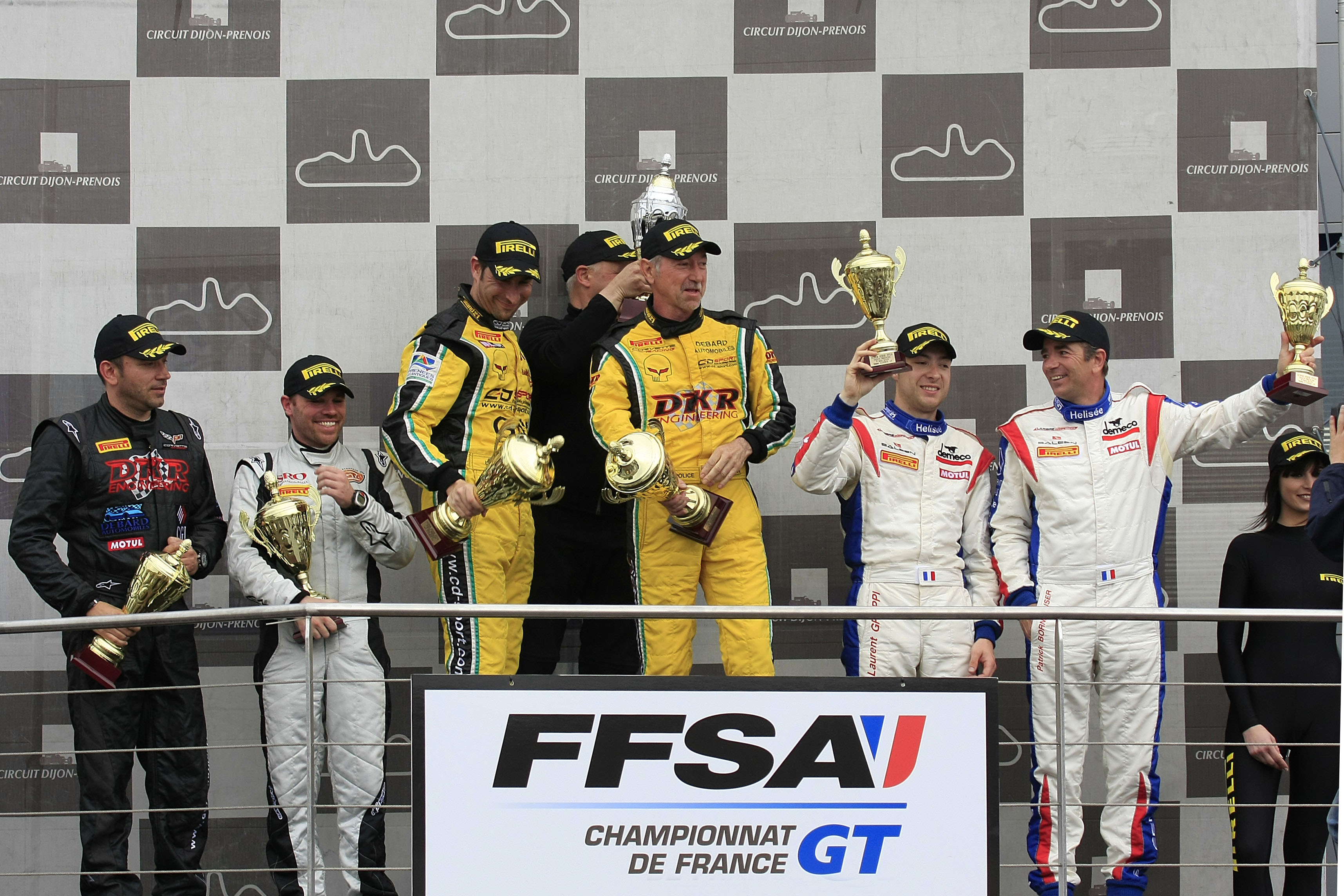
Troisième du championnat de France GT 2009
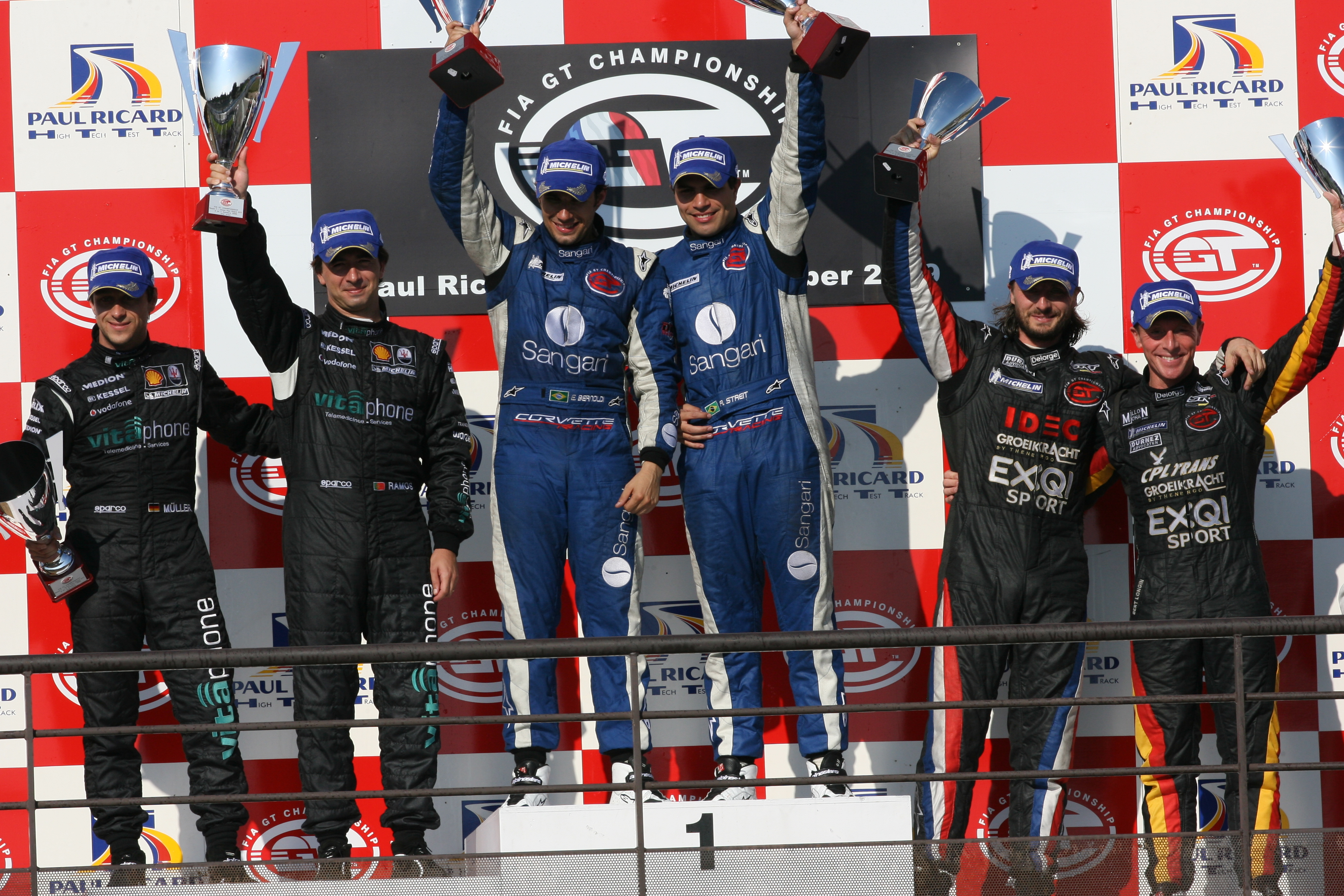
Bernoldi/Streit en FIA GT (Circuit du Paul Ricard)

## Infrastructures
DKR Engineering dispose d'un atelier mécanique pour entreposer et régler les voitures, d'un car à double étage (contenant une cuisine équipée, un salon et douze couchettes), d'un camion pouvant transporter deux voitures et tout le matériel nécessaire à la participation et l'assistance à une course, d'une structure VIP (pouvant contenir jusqu'à 50 personnes), de motos pour les déplacements sur le circuit, et d'un service traiteur.

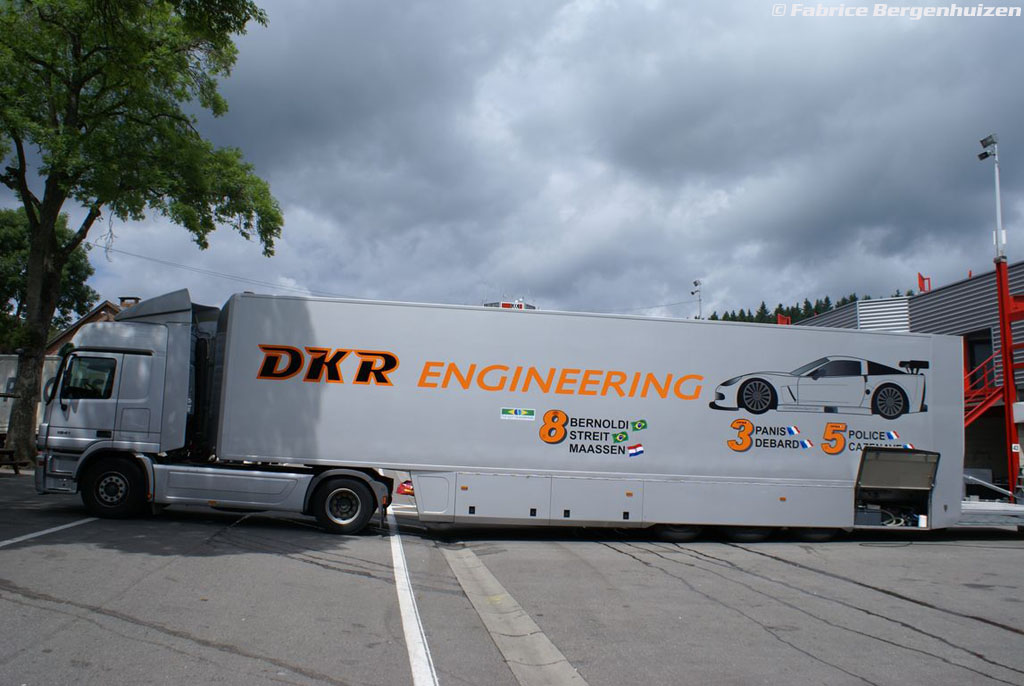
Camion
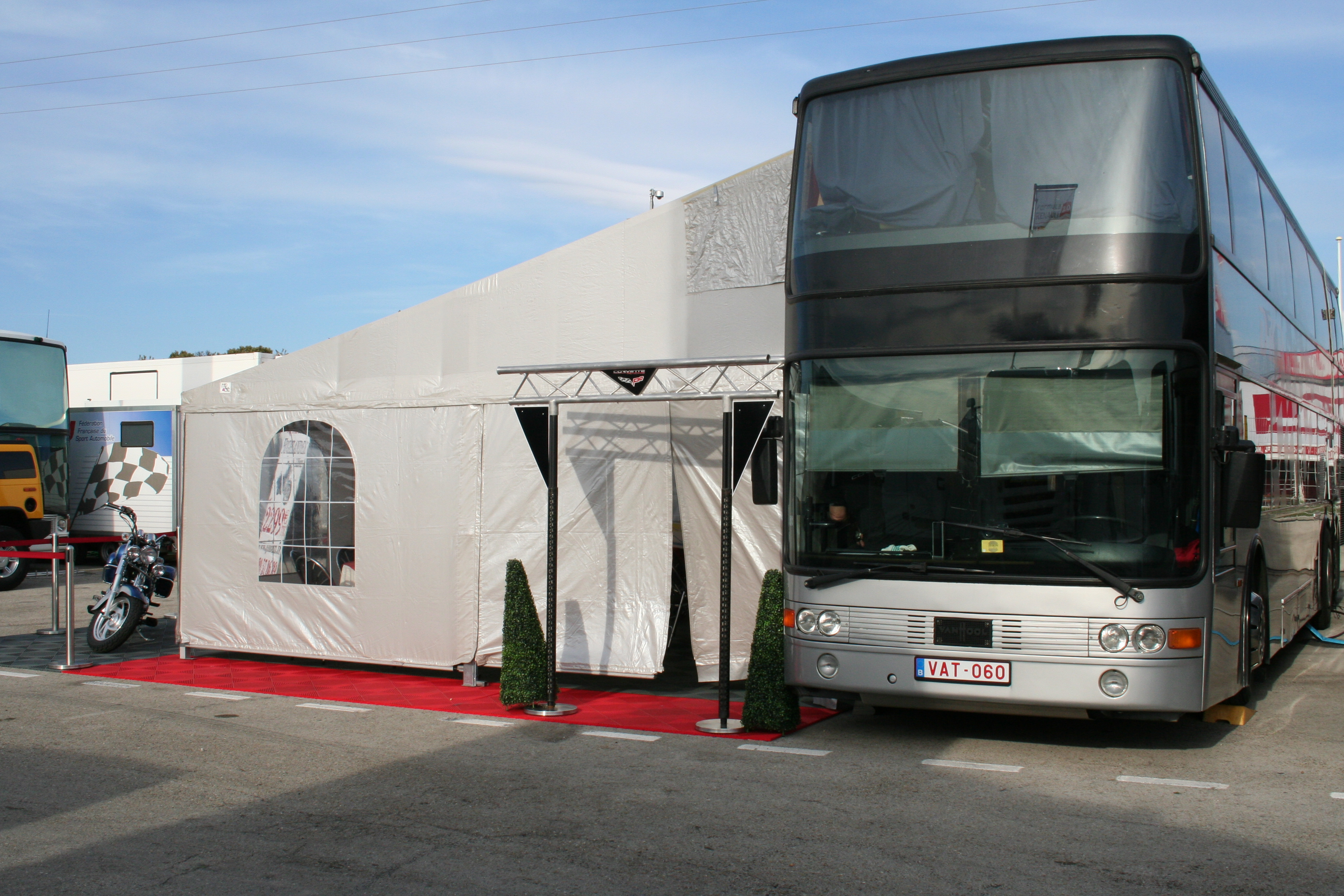
Bus et structure VIP
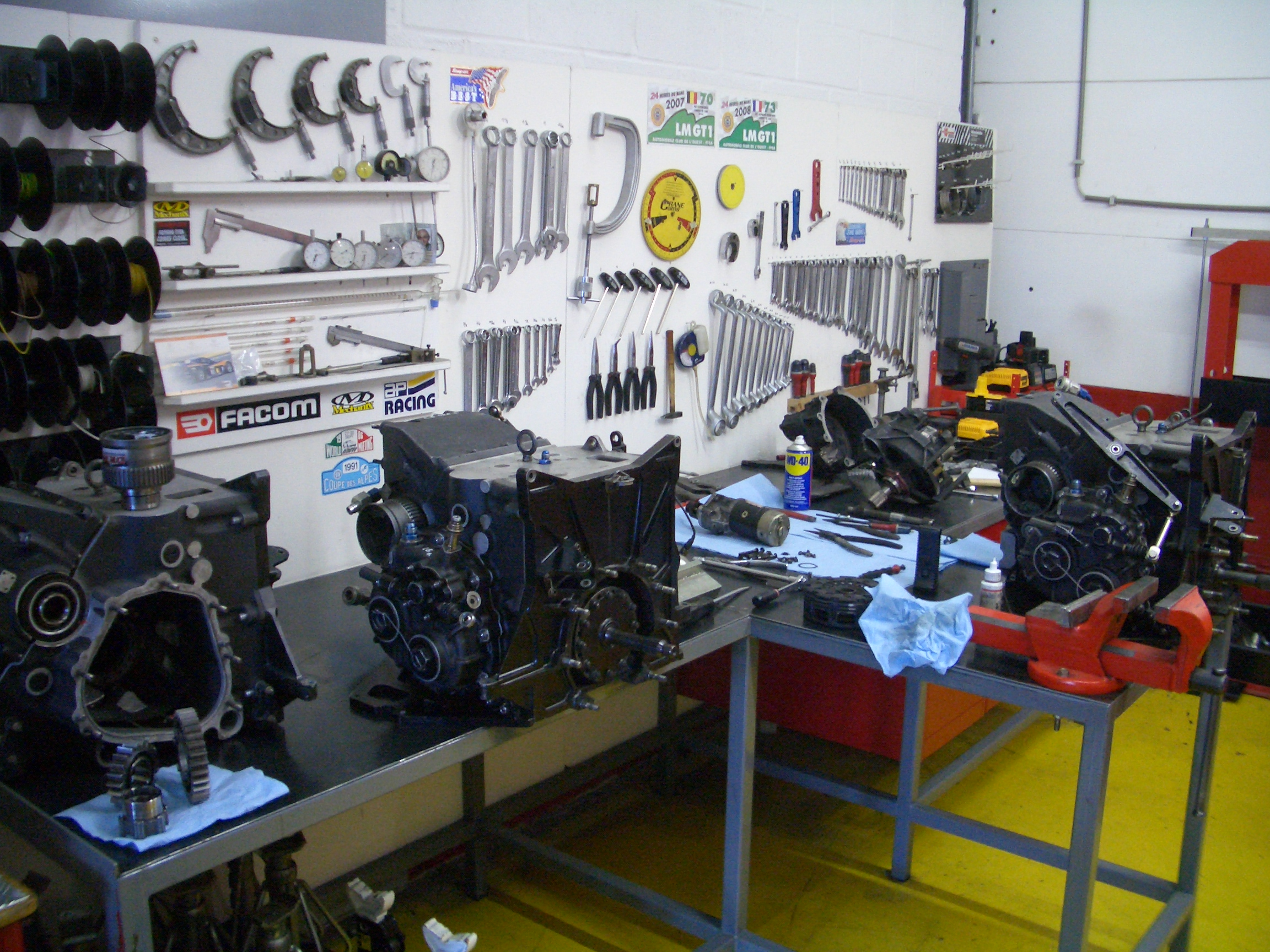
Atelier
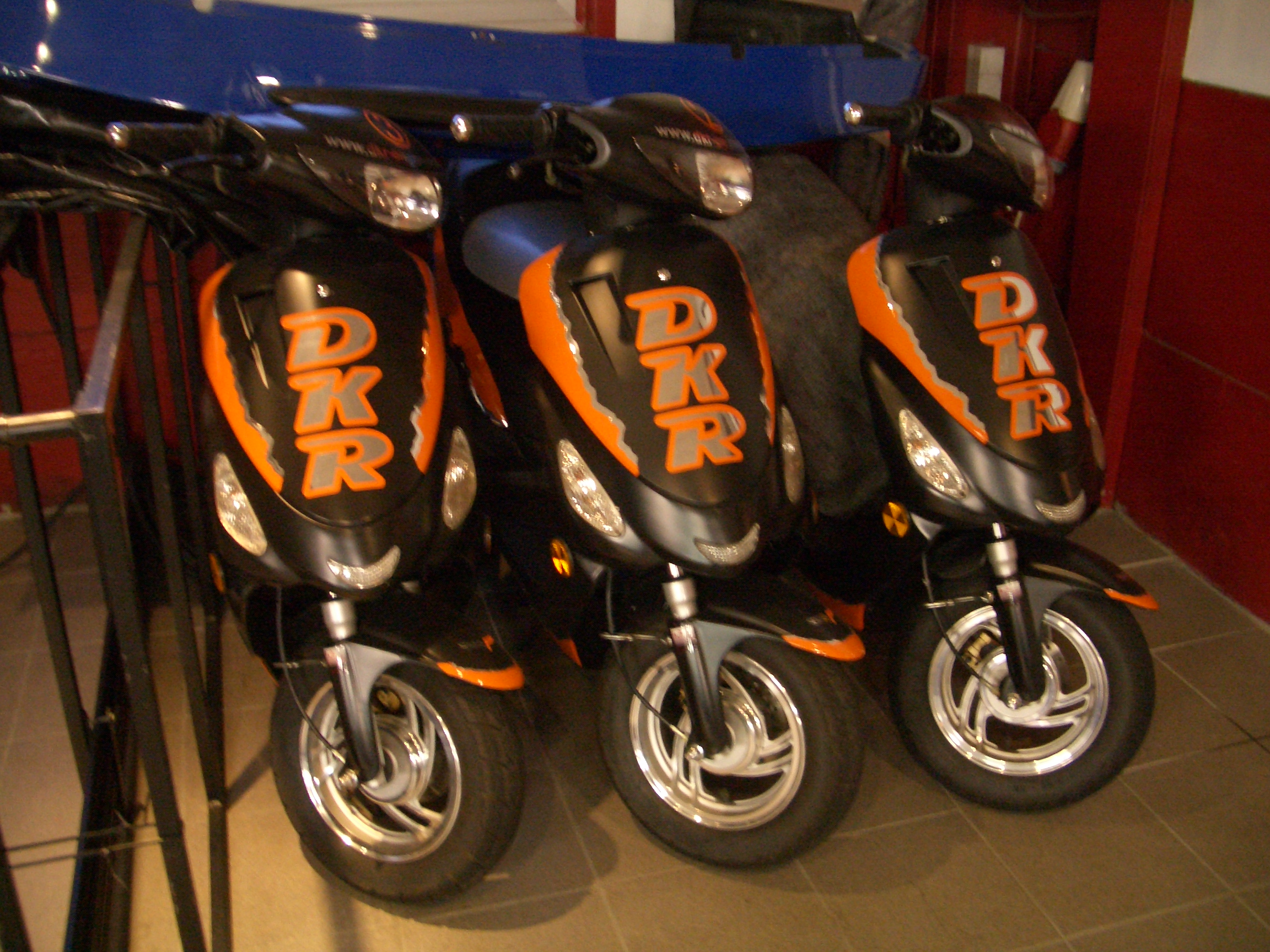
Motos

## Autres activités

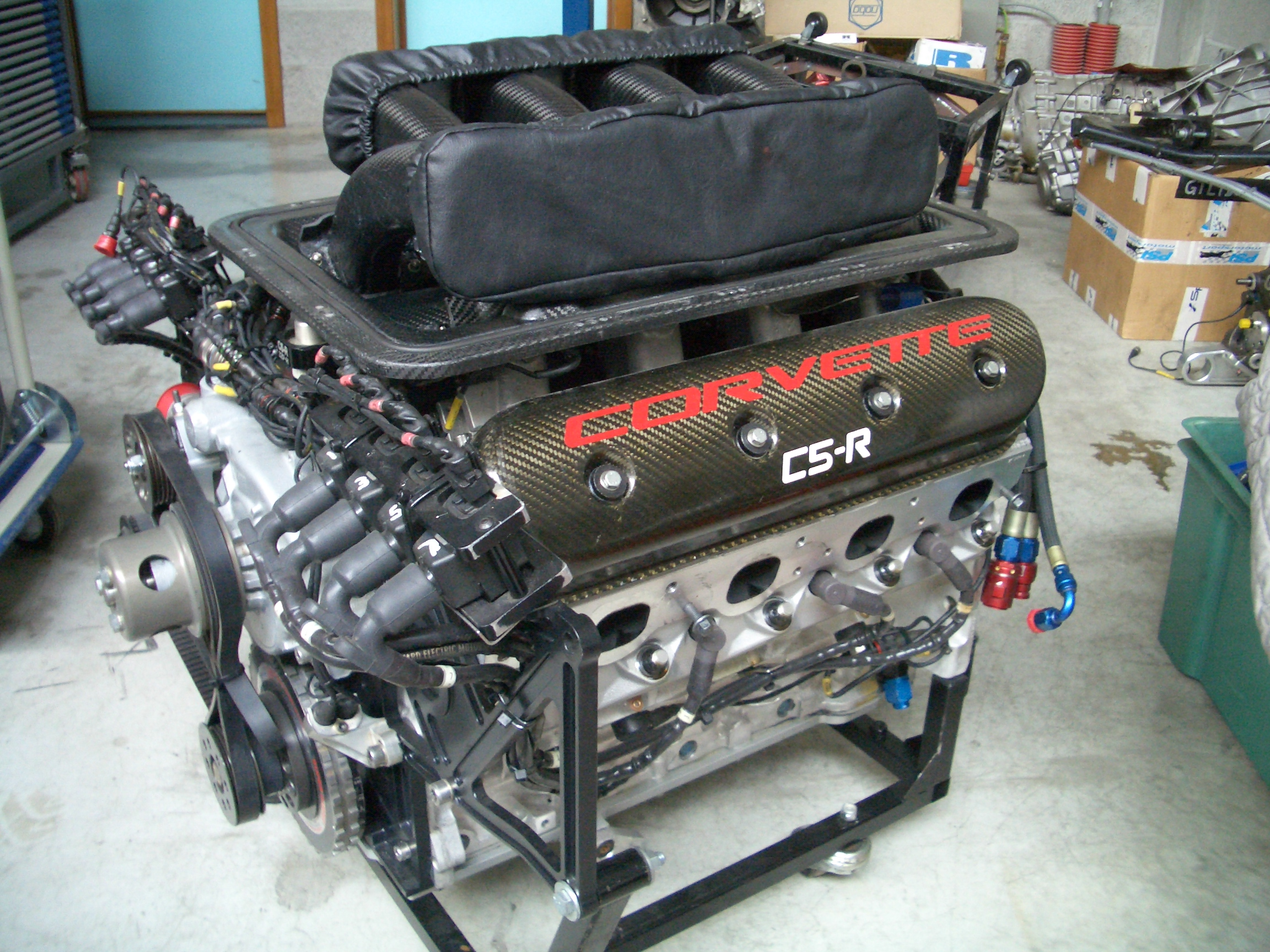
Moteur Corvette C5R.

DKR produit également des dispositifs de levage pneumatiques, des piquets, des flight cases sur mesure et s'occupe de la préparation des boîtes de vitesses et des moteurs.